# Matrice cu toate elementele 1
În algebra liniară, o matrice cu toate elementele 1 este o matrice în care fiecare element are valoarea 1. Exemple de astfel de matrici:
{\displaystyle J_{2}={\begin{pmatrix}1&1\\1&1\end{pmatrix}};\quad J_{3}={\begin{pmatrix}1&1&1\\1&1&1\\1&1&1\end{pmatrix}};\quad J_{2,5}={\begin{pmatrix}1&1&1&1&1\\1&1&1&1&1\end{pmatrix}};\quad J_{1,2}={\begin{pmatrix}1&1\end{pmatrix}}.\quad }
Unele surse numesc aceste matrici „matrice unitate”,, dar acest termen este folosit de obicei pentru matrici de alt tip.
Un vector cu toate elementele 1 este o matrice cu toate elementele 1, având o singură linie sau o singură coloană. Ei nu trebuie confundați cu versorii.

## Proprietăți
O matrice J de dimensiuni n × n cu toate elementele 1 are următoarele proprietăți:
- Urma lui J este egală cu n,[4] și determinantul este 0 pentru n ≥ 2, dar 1 pentru n = 1. (Se poate lua în considerare și cazul n = 0, caz în care este vorba de o matrice vidă, al cărei determinant este 1.)
- Polinomul caracteristic⁠(d) al J este {\displaystyle (x-n)x^{n-1}}.
- Polinomul minimal⁠(d) al J este {\displaystyle x^{2}-nx}.
- Rangul matricei J este 1, iar vectorii proprii sunt n (cu multiplicitatea 1) și 0 (cu multiplicitatea n − 1).[4][5]
- {\displaystyle J^{k}=n^{k-1}J} pentru {\displaystyle k=1,2,\ldots \,.}[6]
- J este elementul neutru pentru produsul Hadamard.[7]

Dacă J este o matrice ale cărei elemente sunt numere reale, acestea au și următoarele proprietăți:
- J este o matrice pozitivă semidefinită⁠(d).
- Matricea {\displaystyle {\tfrac {1}{n}}J} este idempotentă.[6]
- Exponențiala⁠(d) lui J este {\displaystyle \exp(J)=I+{\frac {e^{n}-1}{n}}J.}

## Aplicații
Matricea cu toate elementele 1 apare des în domeniul matematic al combinatoricii, în special prin aplicarea metodelor algebrice la teoria grafurilor. De exemplu, dacă A este matricea de adiacență a unui graf neorientat G cu n noduri, iar J este matricea cu toate elementele 1 de aceeași dimensiune, atunci G este un graf regulat dacă și numai dacă AJ = JA. Un alt exemplu este că matricea apare în unele demonstrații algebrice ale formulei lui Cayley, care oferă numărul arborilor de acoperire⁠(d) ai unui graf complet, folosind teorema lui Kirchhoff⁠(d). 